# Almendra-Talsperre
Die Almendra-Talsperre am Fluss Tormes ist die höchste Talsperre in Spanien. Die Talsperre liegt auf der Grenze der Provinzen Salamanca und Zamora in der Nähe von Almendra.
Der Stausee hat einen Speicherraum von 2649 Millionen Kubikmetern, teilweise findet man aber auch die Angabe 2413 Mio. Er wurde zur Stromerzeugung gebaut und wird von Iberdrola betrieben. Das Wasserkraftwerk namens Villarino leistet 810 Megawatt. Das Wasser wird dabei durch einen 15 km langen Stollen transportiert. Die Turbine ist in einer künstlichen Felskammer untergebracht, über der das Umspannwerk  liegt
Die Staumauer besteht aus drei Bauwerken unterschiedlichen Typs:
Das Mittelstück ist eine doppelt gekrümmte Bogenstaumauer; diese erreicht die Maximalhöhe von 202 m. Die beiden Seiten werden durch zwei verschieden konstruierte Gewichtsstaumauern gebildet. Die rechte hat Stützmauern ähnlich einer Pfeilerstaumauer.